# Балка Солона (притока Ворони)
Балка Солона (рос. Б. Соленая; б. Соленая) — балка (річка) в Україні у Великоновосілківському районі Донецької області. Права притока річки Ворони (басейн Дніпра).

## Опис
Довжина балки приблизно 9,46 км, найкоротша відстань між витоком і гирлом — 8,83  км, коефіцієнт звивистості річки — 1,07 . Формується декількома балками та загатами. У пригирловій частині балка заболочена.

## Розташування
Бере початок на північно-західній стороні від села Нескучне. Тече переважно на північний захід через село Новосілку і впадає у річку Ворону, праву притоку річки Вовчої.

## Цікаві факти
- У XX столітті на балці існували водокачка та газова свердловина[2].